# ژاک کاسینی
ژاک کاسینی (انگلیسی: Jacques Cassini؛ ۱۸ فوریهٔ ۱۶۷۷ – ۱۶ آوریل ۱۷۵۶) یک دانشمند در زمینه اخترشناسی اهل فرانسه بود. وی پسر اخترشناس مشهور جووانی دومنیکو کاسینی بود.